# Agathemera
Agathemera is een geslacht van Phasmatodea uit de familie Agathemeridae. De wetenschappelijke naam van dit geslacht is voor het eerst geldig gepubliceerd in 1875 door Carl Stål.

## Soorten
Het geslacht Agathemera omvat de volgende soorten:
- Agathemera claraziana (Saussure, 1868)
- Agathemera crassa (Blanchard, 1851)
- Agathemera elegans (Philippi, 1863)
- Agathemera grylloidea (Westwood, 1859)
- Agathemera luteola Camousseight, 2006
- Agathemera maculafulgens Camousseight, 1995
- Agathemera mesoauriculae Camousseight, 1995
- Agathemera millepunctata Redtenbacher, 1906